# Włodzimierz Dąbrowski (naczelnik miasta)
Włodzimierz Dąbrowski – radny Miejskiej Rady Narodowej, działacz partyjny, trzeci naczelnik miasta Kłodzka w latach 1977–1978.
Był wieloletnim członkiem Miejskiej Rady Narodowej w Kłodzku z ramienia Polskiej Zjednoczonej Partii Robotniczej. Po przeprowadzeniu reformy administracyjnej kraju w 1975 i likwidacji powiatów został powołany 31 maja na zastępcę naczelnika miasta Kłodzka, którą pełnił do 9 listopada 1977, kiedy na wniosek wojewody wałbrzyskiego zastąpił na stanowisku naczelnika miasta Edwarda Schmidta. Odwołany z funkcji 31 maja 1978. Za jego kadencji trwała budowa osiedla im. Kruczkowskiego.